# Cyphanthera
Cyphanthera és un gènere de plantes de flors pertanyent a la subfamilia Nicotianoideae, inclosa en la família de les solanáceas (Solanaceae). Comprèn set espècies natives d'Austràlia.

## Espècies seleccionades
- Cyphanthera albicans
- Cyphanthera arthocercidea
- Cyphanthera cuneata
- Cyphanthera microphyla
- Cyphanthera miersiana
- Cyphanthera myosotidea
- Cyphanthera odgersii
- Cyphanthera ovalifolia
- Cyphanthera racemosa
- Cyphanthera tasmanica